# She Caught the Katy
She Caught the Katy (And Left Me a Mule to Ride) est un standard du blues écrit par Taj Mahal et James "Yank" Rachell. Ce morceau est utilisé pour le générique d'ouverture du film Les Blues Brothers. « Katy » fait référence au Missouri-Kansas-Texas Railroad.
Le morceau a été repris par Peter Frampton sur son album All Blues (2019).